# Autophonie
L'autophonie consiste à entendre sa propre voix de façon anormalement forte.
Causes :
- L'effet d'occlusion
- L'otite séreuse
- La béance tubaire
- La déhiscence du canal semi-circulaire supérieur[1]